# Maschwanden
Maschwanden es una comuna suiza del cantón de Zúrich, ubicada en el distrito de Affoltern. Limita al norte con la comuna de Obfelden, al este con Mettmenstetten y Knonau, al sur con Cham (ZG), y al oeste con Hünenberg (ZG).
Se encuentra ubicada en un suelo que presenta algunas elevaciones. Presenta dos estaciones de colectivo que pasan de lunes a viernes con dirección a la estación de tren en Mettmenstetten.
```
Dentro de la comuna hay un Volg (mercado pequeño con insumos básicos). Las casas son todas de techo a dos aguas por las nevadas que ocurren en el invierno. Presenta también una iglesia reformista, un restaurante italiano y un río que atraviesa el centro. 
```

En épocas navideñas los habitantes se juntan en el centro y ponen puestos en el "mercado navideño" (Weihnachtsmarkt). Entre los vecinos se ponen de acuerdo para arreglar los jardines un día en el año todos juntos, así facilita la circulación de vehículos.  
[[
]]